# Гег (Нідерланди)
Гег (нід. Heeg) — село в нідерландській провінції Фрисландія. Входить до муніципалітету Південно-Західна Фрисландія. Його населення станом на 2017 рік складало 2175 осіб.

## Галерея

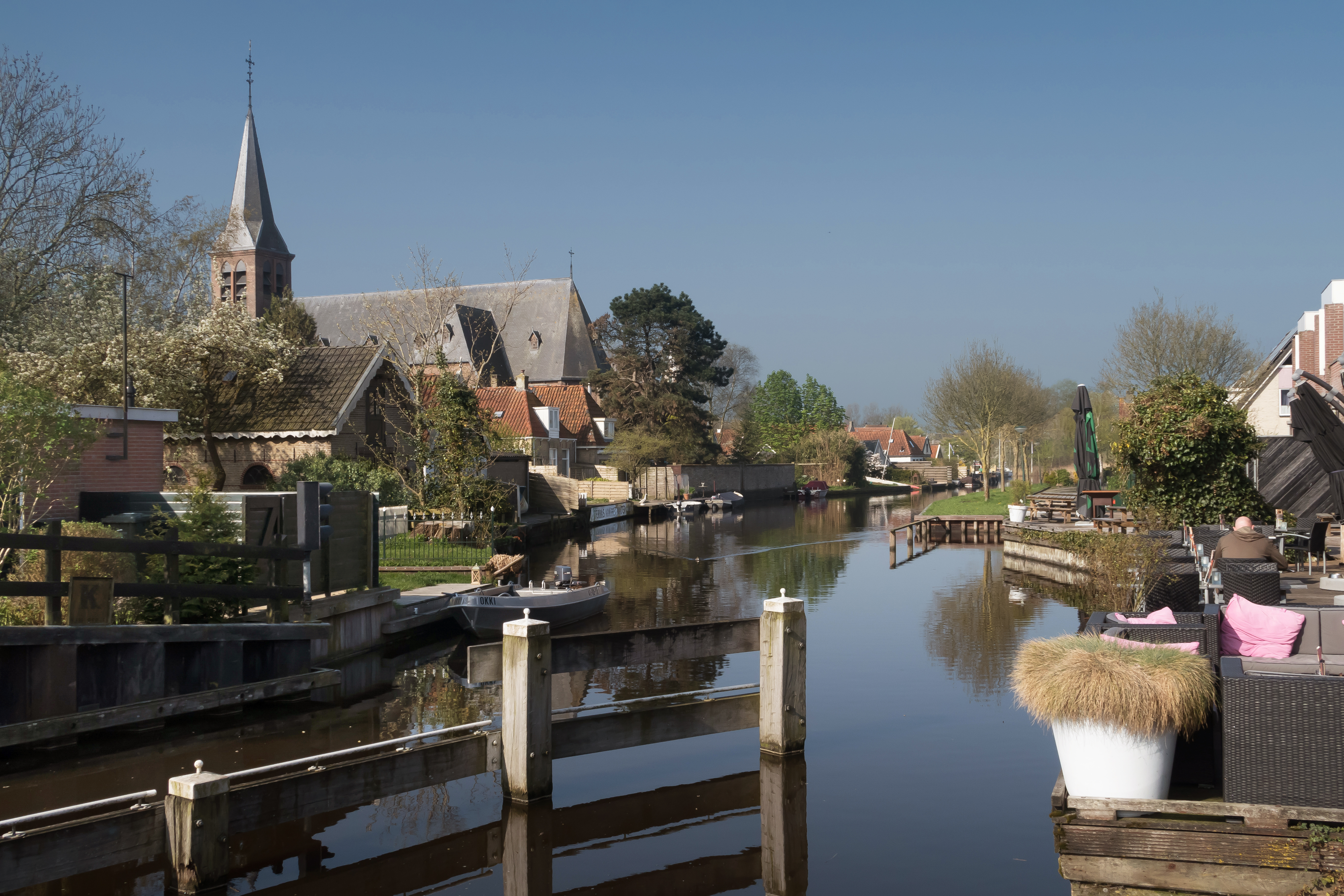
Панорама села
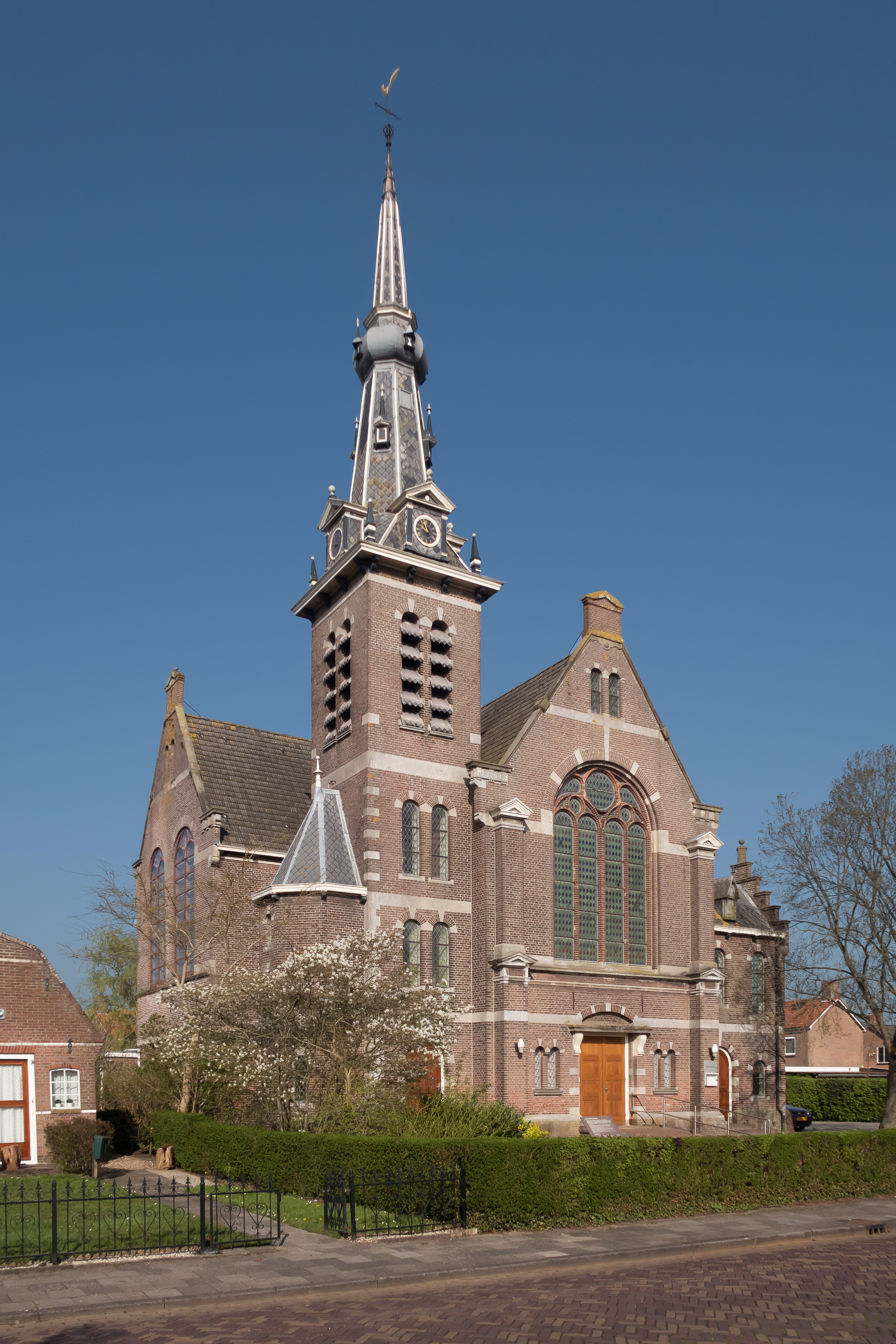
Церква в Гезі
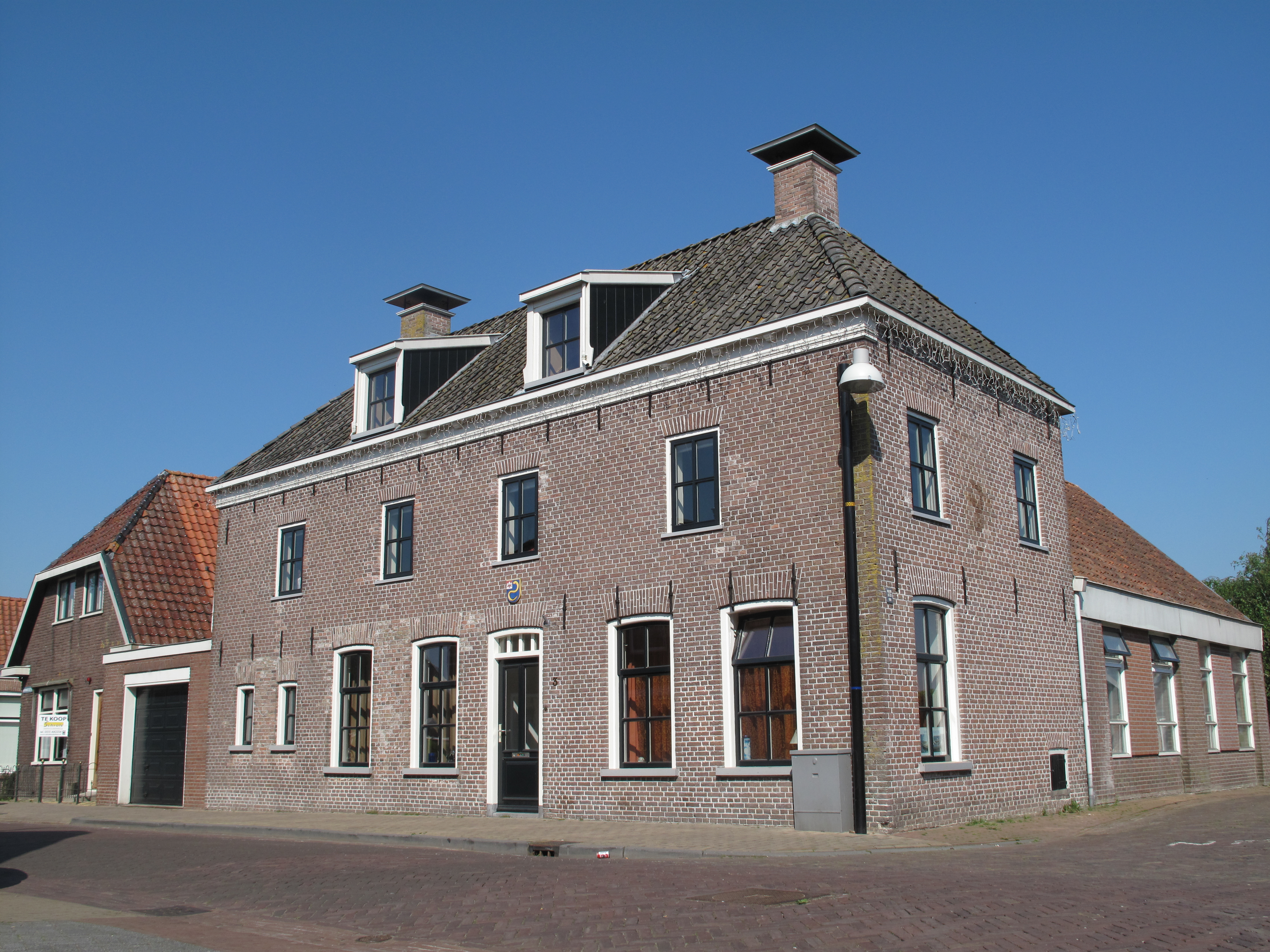
Будинок у селі
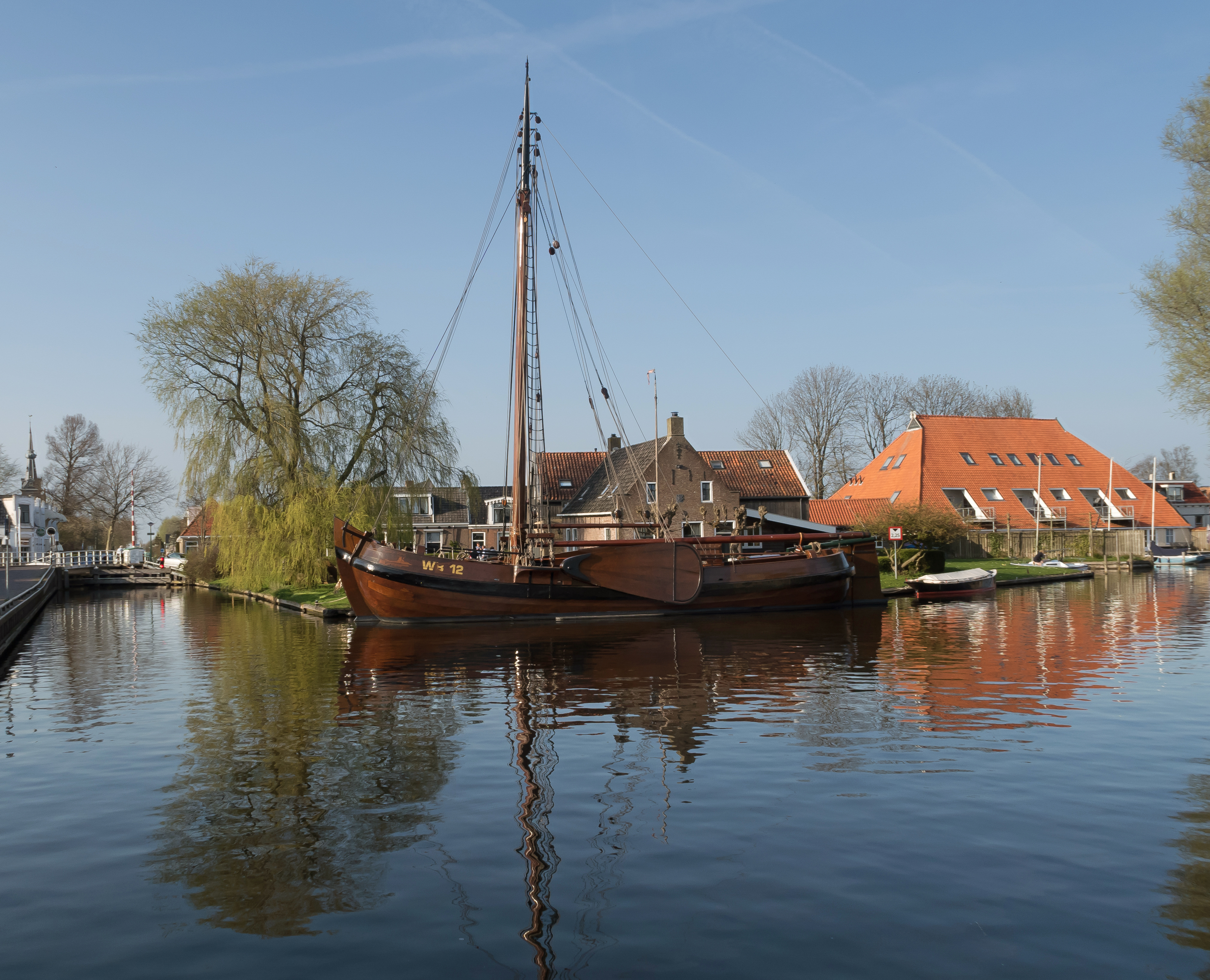
Копія торговельного судна 17-го сторіччя